# Вырозеро
Вы́розеро (карел. Virojärvi) — деревня в Медвежьегорском районе Республики Карелия Российской Федерации, входит в состав Толвуйского сельского поселения.

## География
Деревня находится на Заонежском полуострове вблизи берега Заонежского залива в северо-восточной части Онежского озера.
Гнездо поселений при лесных озёрах, стекающих в реку Калей. О́зера с соответствующим названием нет. В гнездо поселений ходят также деревни: Широкие Поля, Дальний Угол, Ближний Угол, Ганьковская, Заречье, Ближние Межники, Дальние Межники, Свечниковская, Бабинская, Житницкая, Федосова Гора, Римское, Маньковская, Софроновская, Ивантиевская, Богомоловская, Алексеевская, Игумновская, Глазовская, Никитинская, Ольховская, Полежаевская, Ровкачевская, Геников Угол.

## История
По сведениям на 1911 год в деревне действовало земское училище. 14 ноября 1937 года по необоснованному обвинению в контрреволюционной деятельности, решением Особой тройки НКВД Карельской АССР, был расстрелян священник Вырозерской церкви Алексей Иванович Поляков (1874—1937).

## Население
| 2002 | 2010 | 2013 |
| ---- | ---- | ---- |
| 23   | ↘19  | ↘18  |

## Известные уроженцы
- Мегорский, Василий Петрович (1872—1940) — русский историограф, краевед.